# Reconstruction de Caen
 (février 2016).
La reconstruction de Caen fait suite aux destructions subies par la ville de Caen, en France, pendant la bataille de Normandie. La ville a été détruite en grande partie par les bombardements dont la ville est la cible entre le 6 juin et le 17 août 1944.
Confiée à l'architecte Marc Brillaud de Laujardière, la reconstruction dure près de vingt ans, étant considérée comme achevée en 1963. L'architecture de la nouvelle ville se caractérise par l'utilisation de la pierre de Caen, la réalisation d'îlots fermés de type néo-haussmannien et d'îlots ouverts d'inspiration corbuséenne et la mise en valeur du patrimoine antérieur aux destructions.

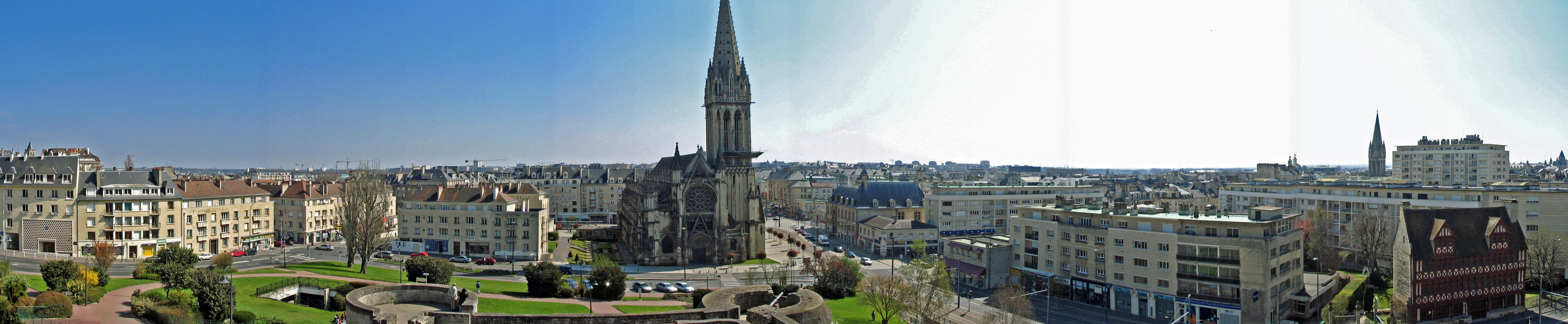
Panorama sur la ville reconstruite depuis le château de Caen. La pierre de Caen prédomine, y compris dans la réalisation du béton ; à gauche et au centre, les îlots fermés néo-haussmanniens et à droite, les îlots ouverts corbuséens.

## Les destructions lors de la bataille de Caen
Caen est la cible des bombardements alliés à partir de 1942, en raison de la présence de l'usine de la Société métallurgique de Normandie[réf. nécessaire]. Les premiers grands bombardements commencent à tomber sur Caen à partir du mois de mars 1944, s'intensifiant à mesure que la date du Débarquement approche[réf. nécessaire].
Dans les plans des concepteurs de l'opération Overlord, Caen devait être prise dès le soir du 6 juin 1944, c'est-à-dire quelques heures à peine après le début de l'offensive alliée. Mais après avoir parcouru la moitié des 15 kilomètres séparant la mer de Caen, les troupes de Montgomery se sont heurtées à un barrage de blindés allemands. Incapable d'avancer d'un pouce, Montgomery doit revoir sa tactique. Il échafaude successivement plusieurs plans d'encerclement de la ville par l'ouest. Parallèlement, l'aviation alliée est chargée d'écraser les troupes allemandes dans la ville. Le 7 juillet, les premières troupes canadiennes entrent dans Caen par le quartier de Venoix. Mais leur progression est stoppée lorsqu'elles atteignent l'Orne dont les ponts sont détruits. Il faut attendre le 20 juillet pour que la rive droite de la ville soit libérée.
La ville est détruite sur la moitié de sa surface. 68 % du volume du bâti a disparu. Tous les logements sont sinistrés, dont la moitié totalement[réf. nécessaire]. En 1950, les services du MRU estiment à 8 941 le nombre de logements totalement détruits, 649 partiellement et 2 181 intacts. Une partie du centre-ville, notamment l'Île Saint-Jean, est en lambeaux, totalement inhabitable. Le port et les industries, en particulier la Société métallurgique de Normandie, déjà victimes de nombreux bombardements depuis le début de la guerre, resteront hors-service pendant près de six années. Parmi les nombreux monuments historiques de la ville (23 classés, 110 inscrits à l'inventaire supplémentaire), certains ont totalement disparu (hôtel de la Monnaie), presque tous sont endommagés à des degrés divers. Mais les deux abbayes aux Hommes et aux Dames du XIe siècle, édifices majeurs de l'architecture religieuse médiévale, ont été préservées.

Un soldat britannique aide une vieille femme à marcher dans les décombres de Caen.
Les troupes canadiennes observent les ruines de Caen depuis les remparts du château.

## Urgence: reloger les populations

Des magasins provisoires en bois, place Saint-Martin à Caen.

La ville est un champ de ruine. Les 60 000 habitants de Caen se retrouvent dans la rue. Reconstruire prend du temps, d'autant qu'il faut déminer les bombes et obus qui n'ont pas explosé et ensuite évacuer les quelque 2 000 000 de m³ de gravats. Les autorités municipales, avec à leur tête le maire Yves Guillou, décident de construire des baraquements de bois dans les champs qui entourent immédiatement la ville, formant ainsi de nouveaux quartiers. Les constructions débutent à partir de janvier 1945 et se poursuivront jusqu'en 1954. Ces baraquements font ainsi partie de l'imaginaire collectif des Caennais de l'après-guerre. Certains de ces baraquements existent encore aujourd'hui dans certains jardins.
Outre les baraquements provisoires, des maisons en bois définitives (60 maisons suédoises, des maisons finlandaises) ainsi que des maisons en pierre (les maisons d'état) françaises et les maisons américaines à charpente métallique (stran steel) furent édifiées entre 1946 et 1948, dans le quartier d'Authie qui devint le quartier Saint-Paul, après la construction de l'église du même nom en 1953.
L'évacuation des gravats débute à la fin de l'été 1944. Elle s'achève au milieu de 1946. Si une partie des hommes employés à ce déblaiement sont des prisonniers allemands, la plus grosse partie est constituée par des Caennais, qui échappent ainsi au lourd chômage qui touche la ville, résultat de la paralysie de l'activité économique. Au début de la reconstruction, les matériaux utilisables sont récupérés et réemployés dans les immeubles neufs. Les gravats permettent de surélever les parties basses de la ville, souvent sujettes à des inondations, ou de remblayer la prairie pour y construire un nouveau boulevard et une cité administrative (actuel emplacement de la piscine).

## Imaginer la nouvelle ville

Immeuble d'habitation, rue Calibourg.

Théâtre de Caen.

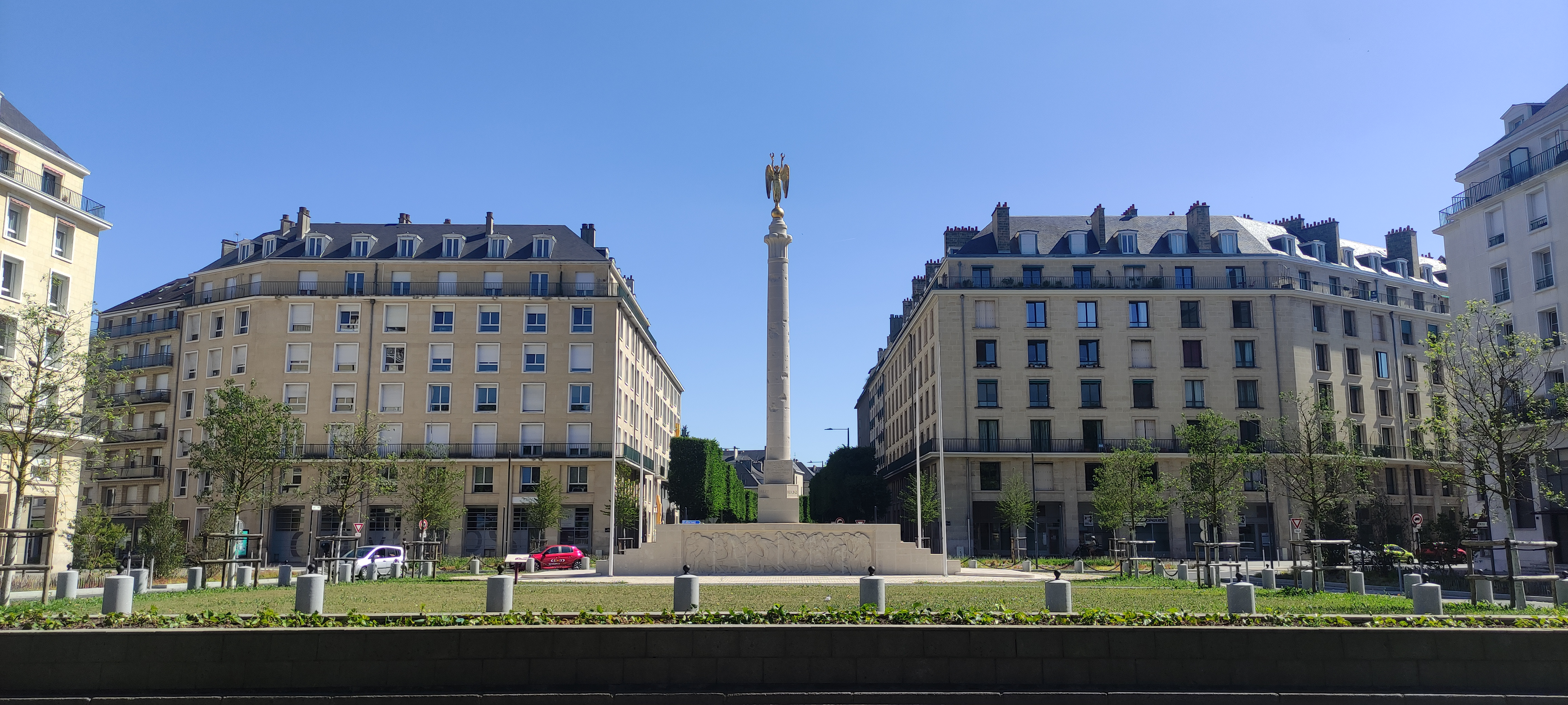
Les immeubles de la place Foch.

Yves Guillou choisit de désigner pour reconstruire la ville l'architecte Marc Brillaud de Laujardière et son cabinet. Plusieurs objectifs conduisent le projet de Brillaud et Guillou. Le plan de reconstruction de la capitale bas-normande est minutieusement supervisé par le Ministère de la Reconstruction et de l'Urbanisme (MRU). Le plan de reconstruction et d'aménagement de la ville est approuvé le 22 mai 1946.
Tout d'abord, il s'agit de rendre Caen salubre. En effet, Guillaume le Conquérant a choisi pour édifier sa capitale le confluent de l'Orne et de l'Odon. La zone est marécageuse. Ce n'est qu'au XIXe siècle que sont comblés les cours d'eau (bras de l'Orne et de l'Odon) qui parcourent la ville. Les inondations sont fréquentes. C'était l'un des chevaux de bataille d'Yves Guillou lorsqu'il était adjoint aux travaux publics, dans les années 1930.
Ensuite, il faut faire de Caen une ville moderne, où la circulation automobile est rendue aisée par de grandes artères. C'est dans cette optique que Brillaud de Laujardière décide d'élargir la rue Saint-Jean et de créer une voie parallèle qui reliera la gare et l'Université en traversant le château. Cette « voie triomphale » s'inspire de l’Andys Alley, artère créée par les Alliés au milieu des ruines du quartier Saint-Jean et qui correspond de nos jours à la rue de la Miséricorde. Cette nouvelle voie porte le nom d'avenue du Six-Juin et concrétise ainsi un projet d'avant-guerre de doubler la rue Saint-Jean. D'après Pietro Cremonini  la qualité urbaine de la reconstruction de Caen découle en effet de la reprise de projets d'embellissements de l'entre-deux-guerres, projets dont il a retrouvé les traces dans les papiers personnels d'Yves Guillou qui était alors maire-adjoint chargé de l'urbanisme (il fait partie des très rares maires de la reconstruction en France à avoir eu des responsabilités municipales avant la guerre).
À cette période, malgré le soutien unanime de la population, du conseil municipal et de la Commission départementale[réf. nécessaire], le projet de faire passer l'avenue à travers le château (par une brèche) échoue devant l'opposition du service des Monuments historiques à autoriser le percement des remparts classés. Le MRU envisage une voie courbe qui contourne le château. Guillou, furieux devant un tel projet proteste vivement arguant du fait qu'un tel dessein mettrait à mal les vieilles bâtisses du quartier du Vaugueux encore intactes. Un consensus est trouvé : la voie triomphale s'arrête aux pieds des remparts et contourne, via une baïonnette, l'enceinte médiévale.
Enfin, il faut donner un visage à la ville. Brillaud de Laujardière veut se servir du chantier comme d'un faire-valoir du passé de la ville et de son avenir, caractéristique de l'architecture du ministère de la Reconstruction et de l’Urbanisme. En cela, Brillaud de Laujardière se démarque profondément de son confrère Auguste Perret, chargé de la reconstruction du Havre (aujourd'hui classé au patrimoine mondial) :
« Il m'a semblé que deux erreurs devaient être évitées : d'une part un pastiche de l'architecture des quartiers épargnés, d'autre part un modernisme arbitraire, qui risquerait de faire fausse note et de passer de mode. »
Le choix est fait de construire des îlots de type haussmannien, sans rapport avec l'architecture ancienne de la ville en reprenant grossièrement l'ancienne trame urbaine. En construisant des immeubles hauts, il faut prévoir des rues larges pour permettre l'ensoleillement de chaque étage. Ainsi, salubrité et fluidité de la circulation sont assurés. Hauts de cinq à six étages, les nouveaux immeubles doivent être construits en pierre de Caen qui font le lien avec les quartiers épargnés, et avoir un toit visible en retrait par rapport à la façade.
Des concessions à l'urbanisme en îlots haussmanniens rompent toutefois çà et là avec la philosophie d'un style classique. Le sud de l'avenue du Six-Juin est bordé de part et d'autre de six tours : les Tours Marines. Achevées en 1954, elles offrent un parement en pierre calcaire, parquets en chêne, balcons à caisson... Par leur monumentalité, ces tours forment une porte d'entrée à l'avenue du Six-Juin.

## Le quartier des Quatrans: l'émergence de la modernité

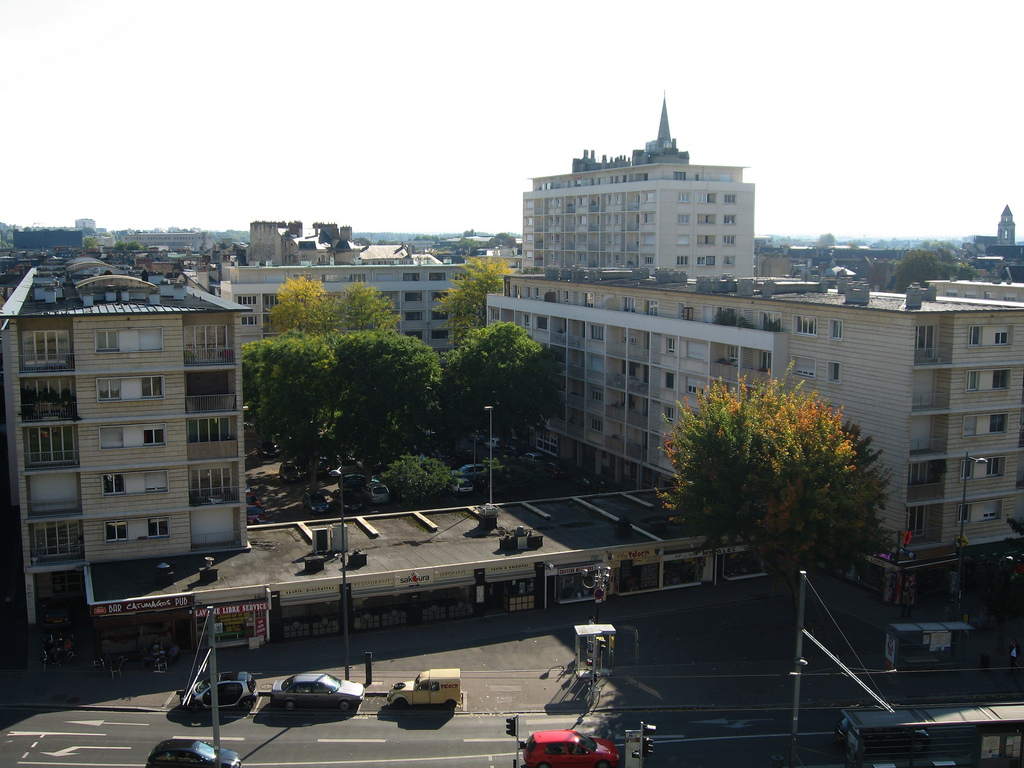
Les Quatrans, place Letellier

D'un vocabulaire résolument plus moderne, le quartier des Quatrans suscite de nos jours encore des débats. Alors que la première période de la reconstruction suit les canons d'un urbanisme en ordre continu, la seconde qui débute vers 1954 est davantage dominée par les doctrines des modernistes. Sans doute liée aux pressions plus fortes des modernes (majoritaires au MRU) sur Brillaud de Laujardière, le poids moins prégnant de la municipalité dans la reconstruction (Yves Guillou est malade -il meurt en 1963-) et l'urgence de reloger, l'expression d'un urbanisme néo-haussmannien se délite progressivement au profit de concepts hérités en partie de Le Corbusier (le sud de la rue Saint-Jean offre également un urbanisme en îlots ouverts). En discontinuité totale avec le reste de la ville, le quartier  présente des barres et une tour placées perpendiculairement à la rue de Geôle ; cette dernière devant à l'origine être en partie reconstruite selon les plans initiaux de l'architecte en chef : façades le long de la voie qui épousent le tracé courbe de l'artère. Le maillage traditionnel du plan d'ensemble de la reconstruction est ainsi rompu et le tampon formé entre château et tissu urbain sauvegardé est saisissant.
Rompant avec le système de superposition des voies piétonnes et automobiles, les Quatrans obéissent à une logique différente : les piétons et les véhicules motorisés ont leurs propres voies.
Édifiés au même moment avec les mêmes plans et des matériaux similaires (ciment et béton et sur quelques-uns parement de pierre calcaire), les immeubles des Quatrans sont pourvus d'un toit en terrasse couvert de plomb et reposent sur des pilotis. Les éléments de conforts, nombreux, se retrouvent dans les loggias, les séchoirs des balcons, la grande luminosité dont jouissent les logements...
Achevé en 1958 et accueilli avec enthousiasme par la population, ce pan de la ville devait présenter espaces verts aérés et cheminements piétons. Aujourd'hui, ce sont essentiellement des parkings qui composent cet espace. Pour les uns, le quartier des Quatrans est une touche moderne bienvenue dans un plan d'ensemble urbain bien sage. Pour d'autres, il constitue le principal ratage de la reconstruction : la maison des Quatrans épargnée par les bombes se trouve isolée, le château repoussé et l'université comme éloignée du centre-ville.

## La question des monuments
Parmi les monuments endommagés, certains font l'objet d'une restauration de grande ampleur. La reconstruction de la flèche de l'église Saint-Pierre est financée par la vente des épaves américaines du Débarquement. L'église Saint-Jean est reprise en sous-œuvre. Les hôtels d'Escoville (façade restituée mais simplifiée), de Mondrainville et de Than sont reconstruits, les murs anciens étant étayés de l'intérieur par une structure en béton armé. Mais ailleurs, des choix sont faits (justifiés ou pas), et certains monuments (qui auraient pu être sauvés) sont rasés : l'église des Carmes, Palais des facultés (Université de Caen) ou certaines maisons plus ordinaires. L'association des amis du Vieux Caen déplore ainsi la destruction des « belles portes de l'ancienne université qui auraient été très bien incluses dans les murs de la nouvelle. »
La question de la préservation du patrimoine épargné relevait ainsi davantage du degré d'ancienneté que de l'état de conservation. À ce titre, on peut estimer à plus d'une soixantaine le nombre de demeures relativement intactes qui ont été détruites après 1944, dont une bonne part autour du château.
De fait, la reconstruction de Caen a donc dans une certaine mesure et pour diverses raisons, participé à la disparition d'une partie de son tissu ancien : situation courante de bien des villes reconstruites dans cette période d'après-guerre.
La reconstruction est considérée comme achevée en 1963. Elle donne à Caen une grande unité architecturale qui articule construction moderne et mise en valeur du patrimoine historique, le meilleur exemple étant l'ensemble université / château. De nouveaux monuments sont construits, comme l'église Saint-Julien (par Henry Bernard), aujourd'hui classée Monument historique.

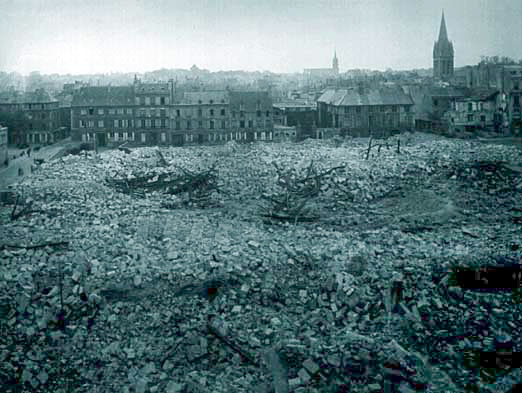
L'emplacement du Séminaire des Eudistes (alors Hôtel de ville) en 1944. Il ne sera pas reconstruit.
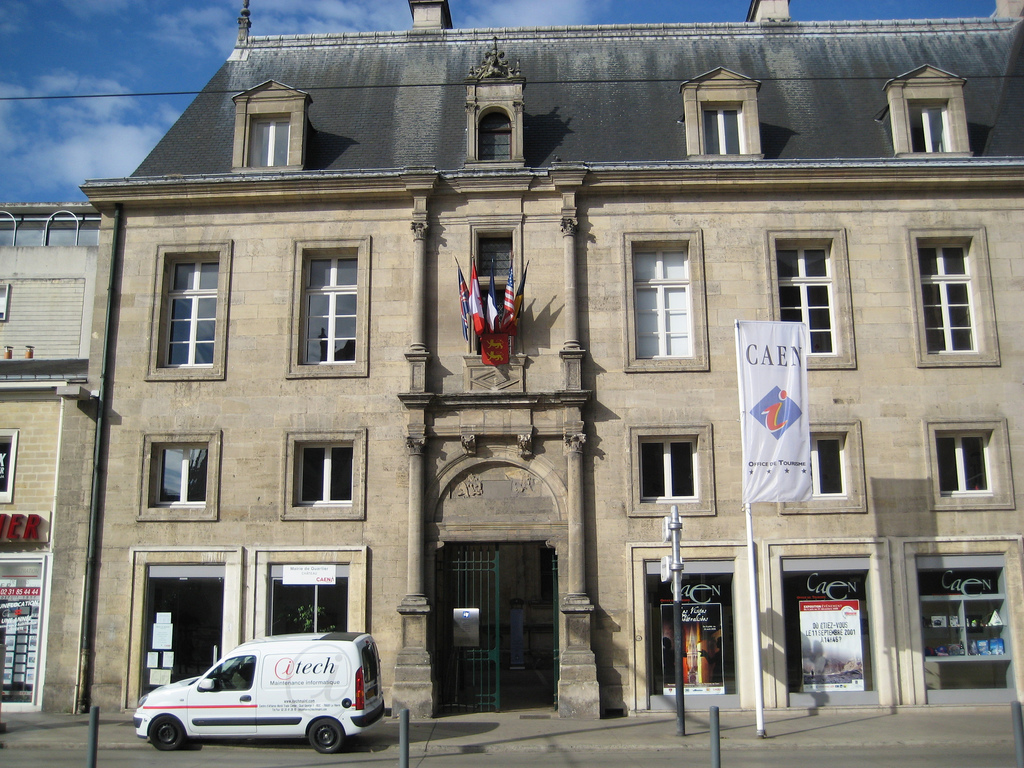
Façade reconstruite de l'hôtel d'Escoville
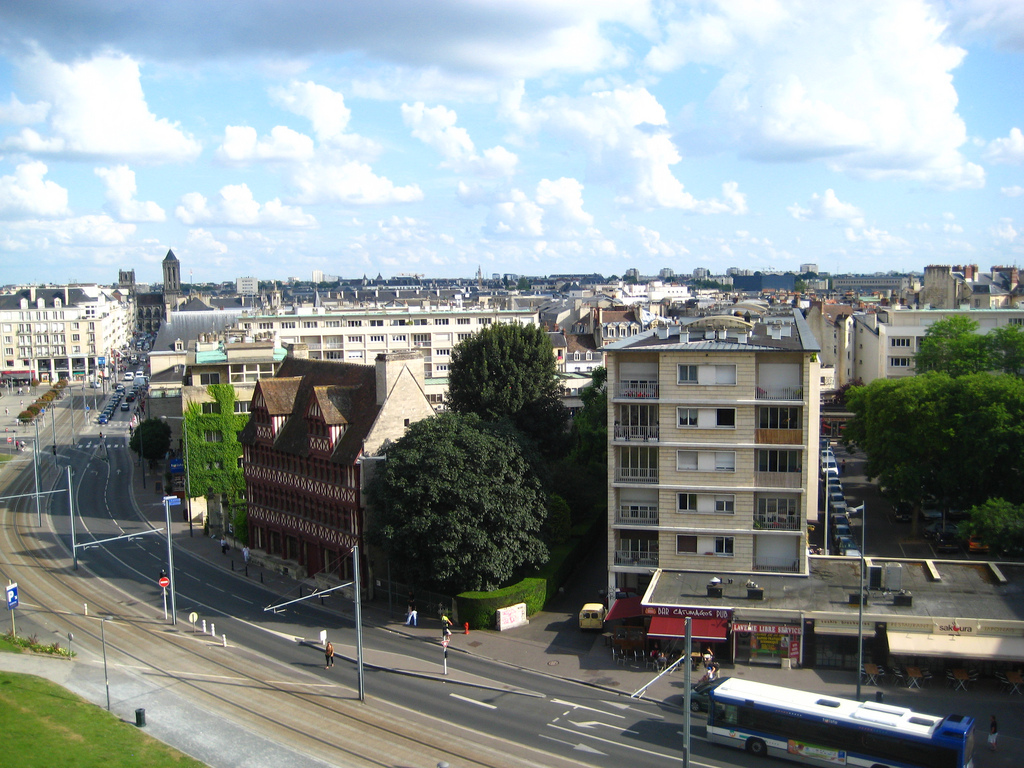
La maison des Quatrans, isolée dans un quartier reconstruit
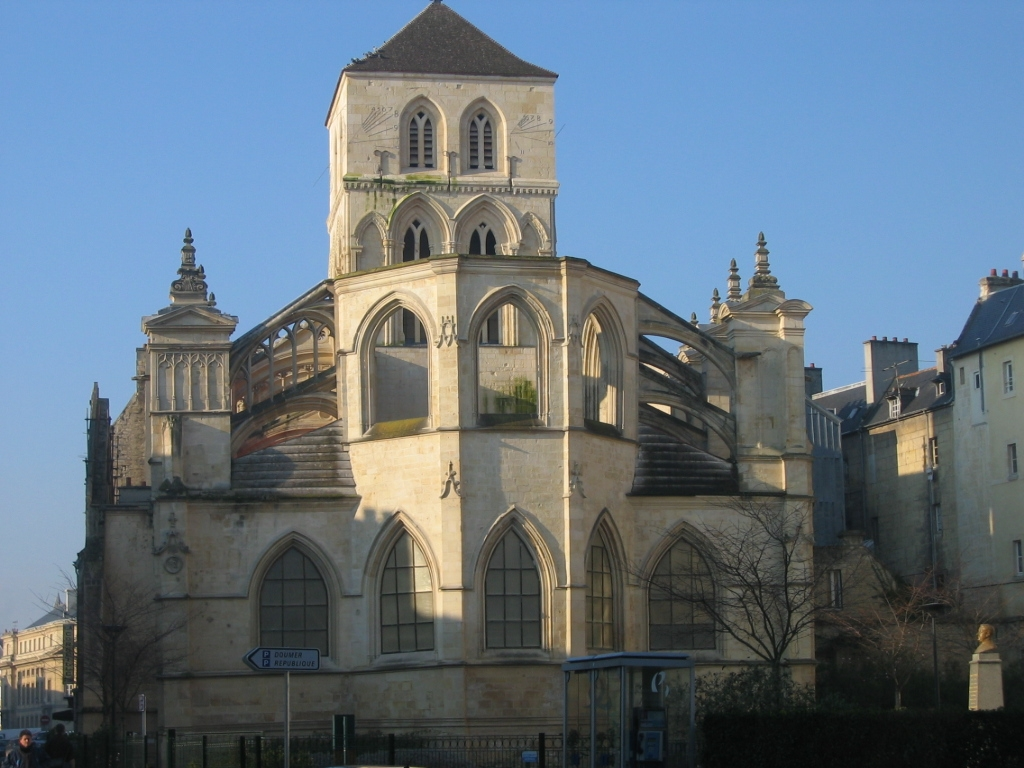
Vieux Saint-Sauveur dont la restauration est toujours en cours

## L'université et le château, synthèses du nouveau visage de Caen

### La «restitution» du château aux Caennais

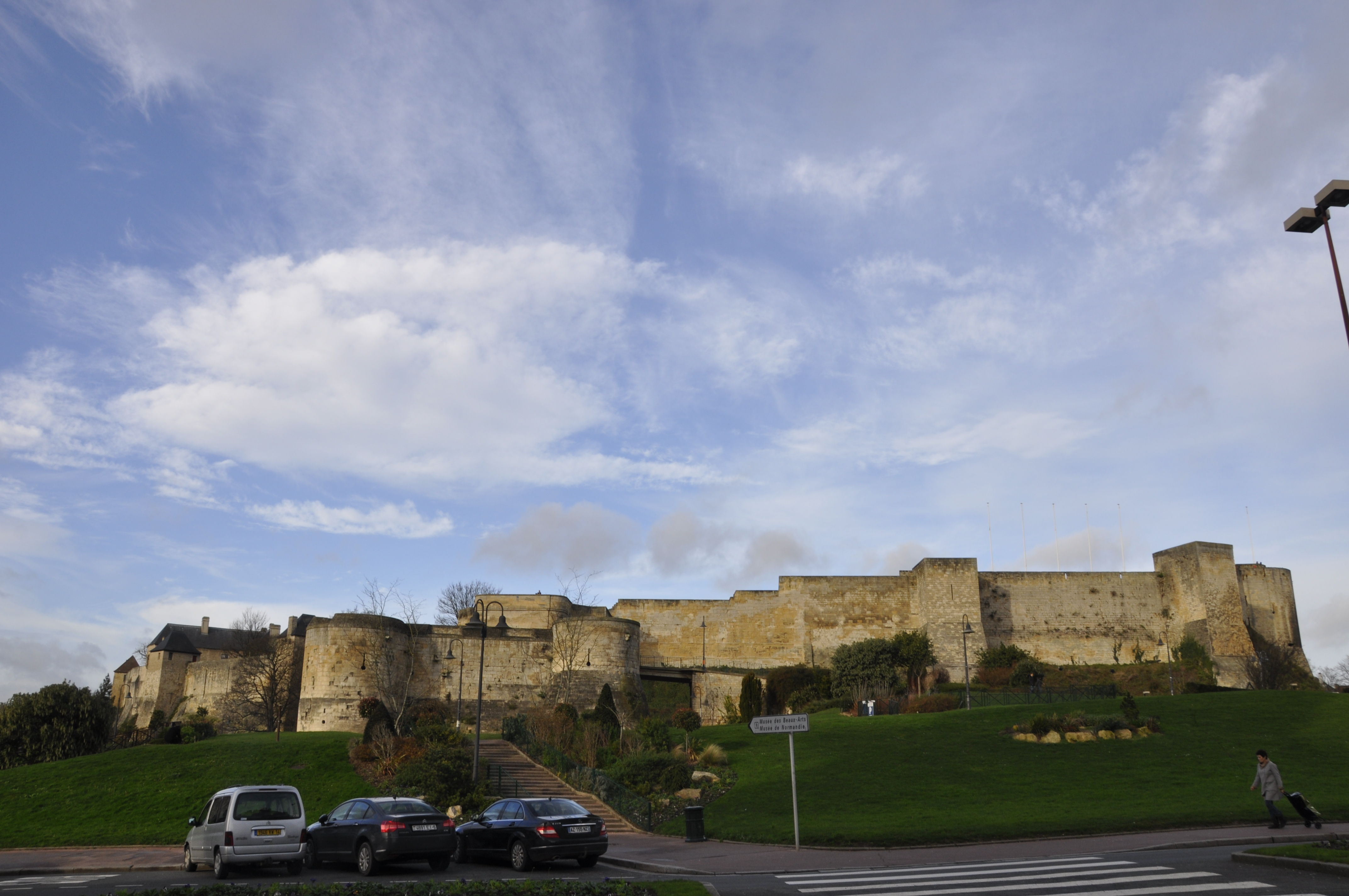
Les remparts restaurés de la façade sud du château.

Construit sous le règne de Guillaume le Conquérant et ses successeurs, le château de Caen constitue l'un des plus vastes châteaux-forts d'Europe. Après la Guerre de Cent Ans et la fin des prétentions anglaises sur la Normandie, associées à l'apparition des premières armes à feu, le rôle du château de Caen s'amenuise. Une garnison y est toutefois maintenue jusqu'à la prise de la ville par les Allemands en juin 1940. Du fait de cette perte d'intérêt stratégique, les constructions à ses abords immédiats se multiplient. Si bien qu'à la veille de la Seconde Guerre Mondiale, rares sont les Caennais ayant conscience de l'existence du château.
Les destructions de l'été 44 endommagent gravement le vieux château. À l'intérieur, seuls les bâtiments les plus anciens feront l'objet d'un effort de restauration. Les bâtiments datant notamment du XVIIe siècle (hôtel des invalides) et du XIXe siècle (caserne Lefebvre) sont rasés. La Reconstruction permet de remettre le château en valeur. Le débat sur la propriété du site, abandonné par l'armée, dure une bonne douzaine d'années pendant lesquelles il est laissé à l'abandon. Le service des Monuments historiques soutient la candidature de l'université, tandis que la municipalité tente de s'imposer pour en maîtriser l'aménagement. C'est en 1956 que le château devient propriété municipale, par échange avec un terrain en centre-ville. Les remparts sont alors restaurés et les restes du donjon excavés. Les fouilles archéologiques menées par Michel de Boüard sont une étape importante du raisonnement du penseur de l'archéologie médiévale. Le musée de Normandie, créé en 1946, est installé dans l'ancien logis des gouverneurs et il ouvre ses portes au public en 1963. Le musée des Beaux-Arts, situé au milieu de l'enceinte, est inauguré au milieu des années 1970.

### L'université: symbole de la renaissance de la ville

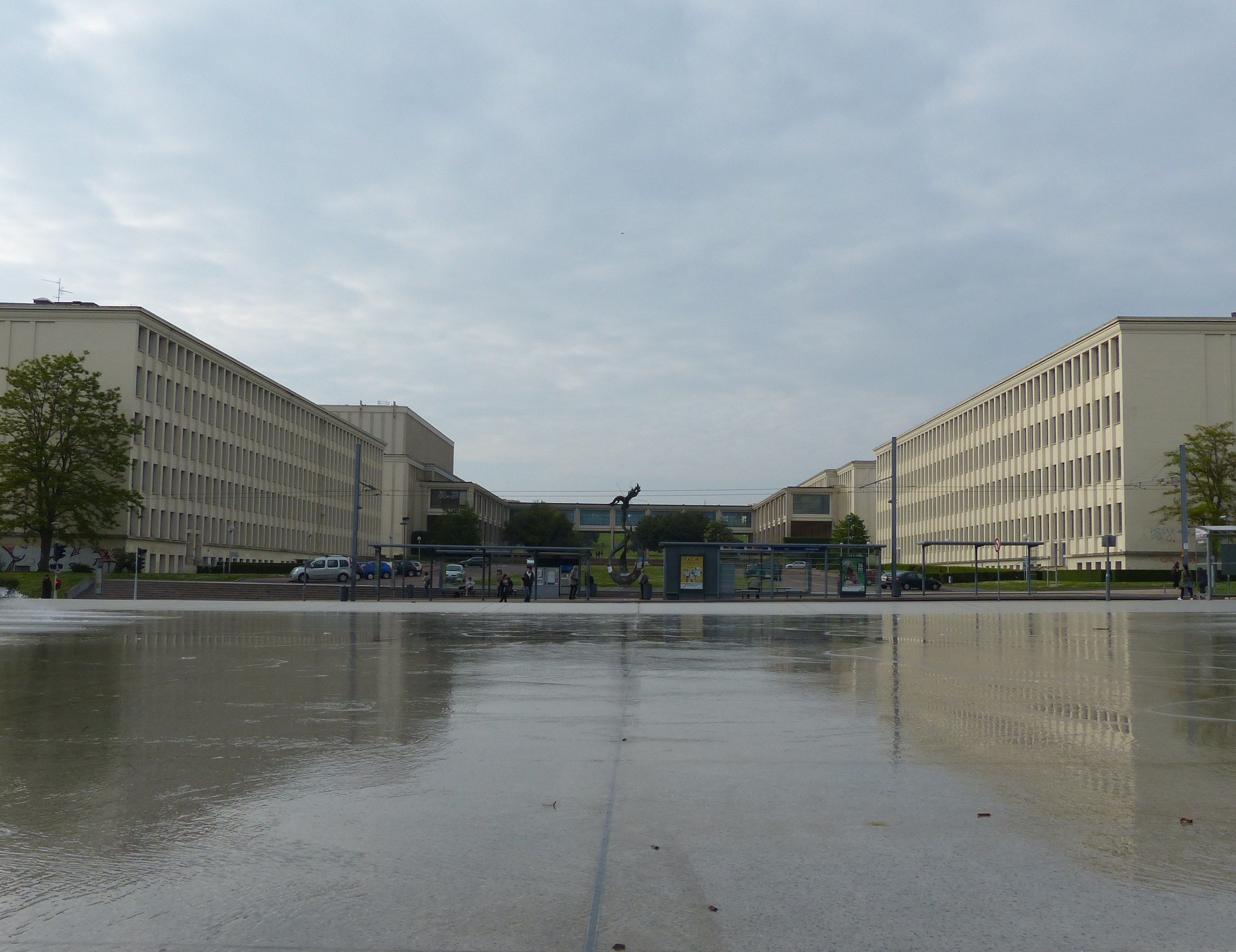
L'esplanade de la Paix, le Phénix et l'université.

Située en centre-ville, le Palais des facultés, ensemble de bâtiments du XVIIe siècle agrandi à la fin du XIXe siècle et au début du XXe siècle, est détruit par un incendie lors des combats. Pour le nouvel édifice, un vaste espace de 32 ha est réservé dans le plan de reconstruction au nord du château. La nouvelle université est réalisée en béton armé et suit les principes constructifs mis au point par Auguste Perret. Sa couleur et sa matière sont dues à l'utilisation de la pierre de Caen comme granulat.
Le projet confié à Henry Bernard est le point d'orgue de la Reconstruction souhaité par Brillaud de Laujardière. Mis en chantier à partir de 1948, les bâtiments sont utilisables à la rentrée 1954. L'inauguration solennelle a lieu en 1957.
La nouvelle Université utilise un langage monumental. Installée sur les hauteurs dominant le château, elle surplombe la ville. Le plan des bâtiments est un grand H dont le trait horizontal aurait été prolongé sur les côtés. Entre les bâtiments, chacun consacré à un domaine de disciplines (Droit, Sciences, Lettres), la verdure domine. C'est la première université construite sur ce schéma en France, ainsi que la première complète construite en France au XXe siècle. Elle fait l'objet d'une inscription aux monuments historiques depuis le 15 mai 2012.
Symbole de la résurrection de la ville et de l'université, une statue représentant un phénix renaissant de ses cendres trône au milieu de la perspective cour d'honneur/château.

## Architecture de la reconstruction
L'apport de la Reconstruction à l'histoire de l'architecture a été reconnu par le classement ou l'inscription de plusieurs bâtiments au titre des monuments historiques :
- ancienne chambre de commerce de Caen, inscrite en 2003[7] ;
- église du Sacré-Cœur de la Guérinière, inscrite en 2005[8] ;
- monastère des Bénédictines de Caen, en partie classé et en partie inscrit en 2005[9] ;
- chapelle du Bon-Sauveur, inscrite en 2006[10] ;
- église Saint-Julien de Caen, inscrite en 2005, puis classée en 2007[11] ;
- église Saint-Paul de Caen ;
- château d'eau de la Guérinière, inscrit en 2010, puis classé en 2011[12] ;
- actuel campus 1 de l'Université de Caen, classé en 2012[13].

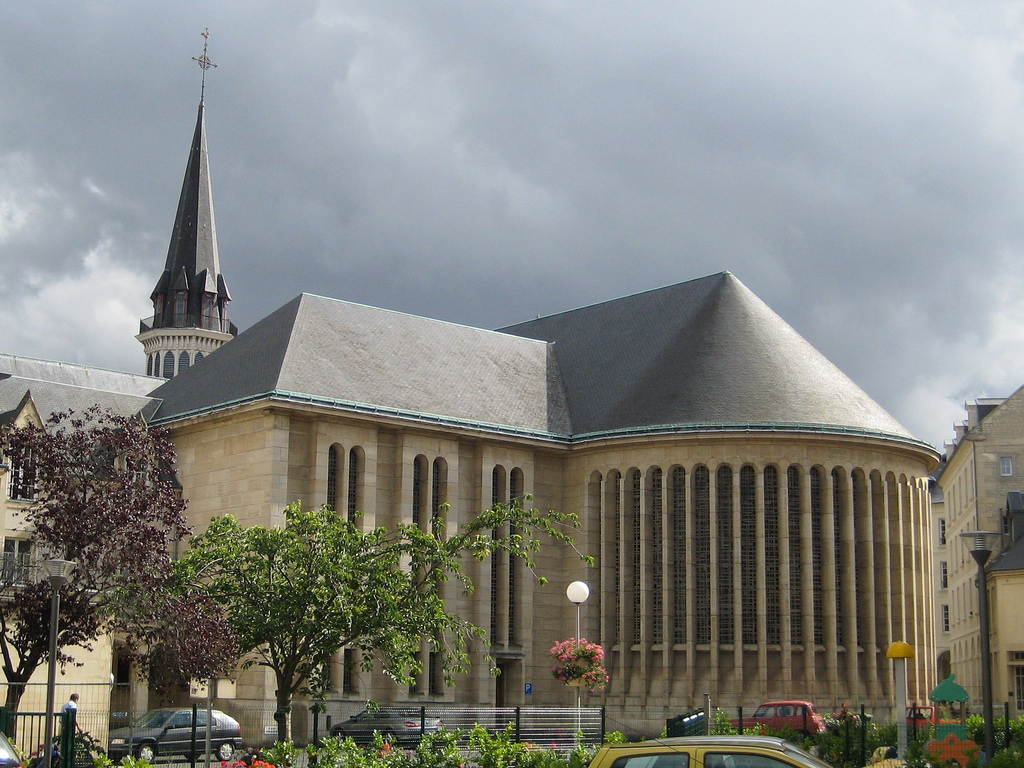
Chevet de la chapelle du Bon-Sauveur
Galerie de l'université
Ancienne chambre de commerce de Caen (1953–1956)
Église Saint-Julien de Caen (1954–1963)